# Scott Armstrong
Scott Armstrong (født 22. september 1970 i USA) er en amerikansk manuskriptforfatter, der har hjulpet den succesrige instruktør Todd Phillips med de fleste af hans spillefilm.

## Filmografi i udvalg
- Road Trip (2000)
- Old School (2003)
- Starsky & Hutch (2004)
- School for Scoundrels (2006)
- The Heartbreak Kid (2007)
- Semi-Pro (2007)